# Februar 1992
Portal Geschichte | Portal Biografien | Aktuelle Ereignisse | Jahreskalender | Tagesartikel

◄ |
19. Jahrhundert |
20. Jahrhundert
| 21. Jahrhundert

◄ |
1960er |
1970er |
1980er |
1990er
| 2000er | 2010er | 2020er | ►

◄ |
1988 |
1989 |
1990 |
1991 |
1992
| 1993 | 1994 | 1995 | 1996 | ►

◄ |
November 1991 |
Dezember 1991 |
Januar 1992 |
Februar 1992 |
März 1992 |
April 1992 |
Mai 1992 |
►
Dieser Artikel behandelt aktuelle Nachrichten und Ereignisse im Februar 1992.

## Tagesgeschehen

### Dienstag, 4. Februar 1992

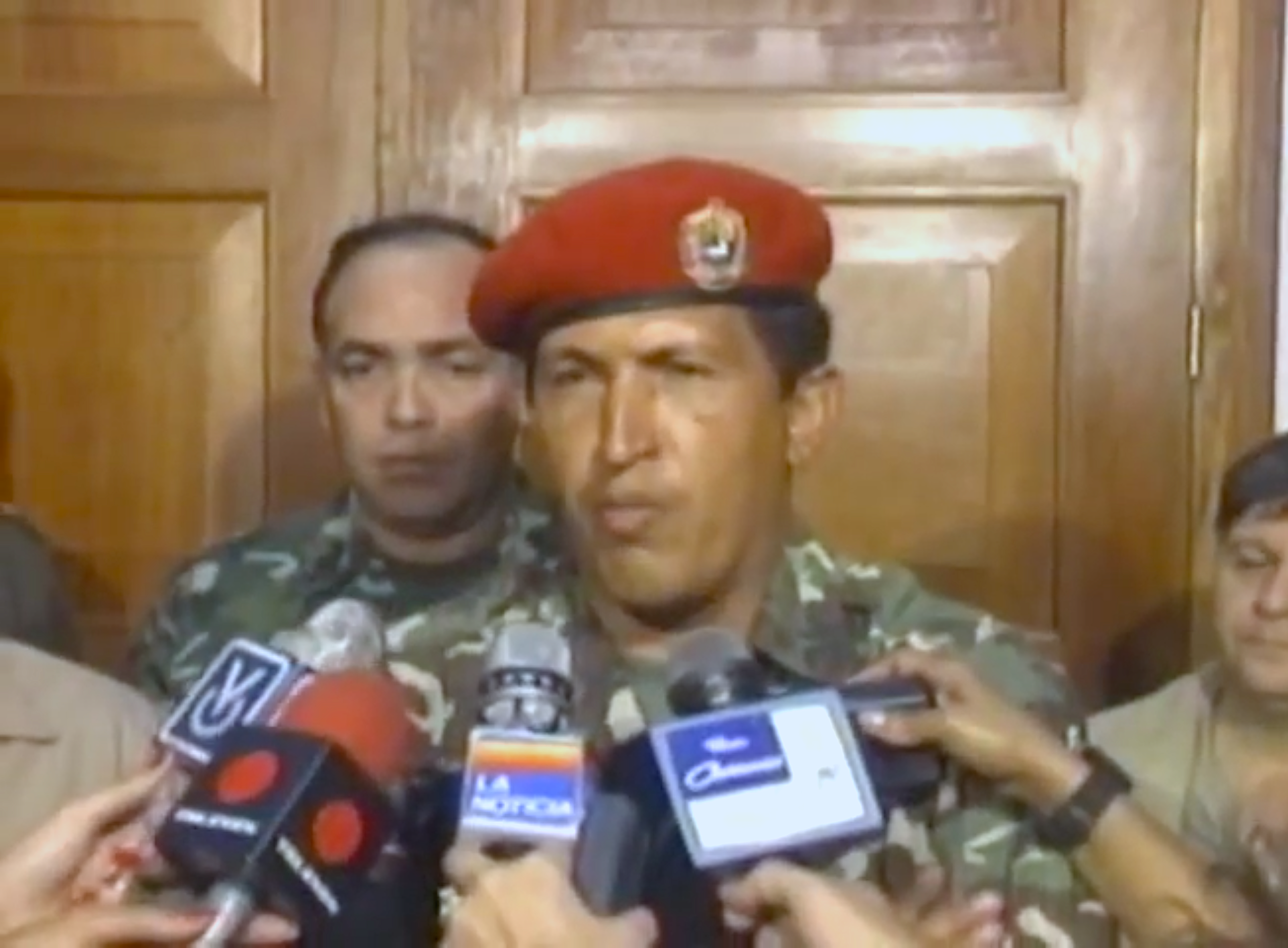
Hugo Chávez

- Caracas/Venezuela: Ein Putschversuch von Teilen der Streitkräfte Venezuelas gegen die Regierung der Demokratischen Aktion unter Staatspräsident Carlos Andrés Pérez schlägt fehl. 14 Menschen kommen bei Kampfhandlungen ums Leben. Der Anführer der Putschisten Hugo Chávez stellt sich am Abend den regierungstreuen Truppen und ruft seine Mitstreiter über das Fernsehen zur Freilassung aller Geiseln auf.[1]

### Mittwoch, 5. Februar 1992
- Erfurt/Deutschland: Der Landtag wählt Bernhard Vogel (CDU) zum Thüringer Ministerpräsidenten. Sein Vorgänger und Parteikollege Josef Duchač trat im Januar zurück, weil ihm eine Kooperation mit dem Ministerium für Staatssicherheit der DDR vorgeworfen wurde.[2]

### Freitag, 7. Februar 1992
- Dresden/Deutschland: Der 3. Strafsenat des Bezirksgerichts verurteilt den ehemaligen Dresdner Oberbürgermeister Wolfgang Berghofer sowie den ehemaligen SED-Stadtchef Werner Moke wegen der Fälschung der Kommunalwahl in der DDR im Mai 1989 zu jeweils einem Jahr Freiheitsentzug auf Bewährung.[3]
- Maastricht/Niederlande: Der Vertrag von Maastricht wird unterzeichnet, der die Schaffung einer Wirtschafts- und Währungsunion vorsieht

### Samstag, 8. Februar 1992

Albertville setzte sich u. a. gegen Sofia und Berchtesgaden durch

- Albertville/Frankreich: Die XVI. Olympischen Winterspiele werden eröffnet. Die Teilnehmer aus Deutschland laufen bei der Eröffnungszeremonie erstmals seit den Olympischen Sommerspielen 1964 unter einer gemeinsamen Flagge ein.[4]

### Mittwoch, 12. Februar 1992
- Berlin/Deutschland: Mario Adorf und Götz George werden als beste Schauspieler mit der Goldenen Kamera ausgezeichnet.[5]

### Donnerstag, 13. Februar 1992
- Berlin/Deutschland: Die 42. Internationalen Filmfestspiele Berlin werden mit dem Film Der innere Kreis des russischen Regisseurs Andrei Kontschalowski eröffnet. Er porträtiert Alexander Sanshin, den Filmvorführer von Josef Stalin, der bei der Aufführung persönlich zugegen ist. Eine Neuerung auf der diesjährigen Berlinale ist eine Jury aus Katholiken und Protestanten, die interreligiöse Filmpreise vergeben wird.[6]

### Sonntag, 16. Februar 1992
- Bern/Schweiz: In einer Volksabstimmung votiert die Mehrheit der Teilnehmer gegen die Initiative zur Verlagerung eines großen Teils der Kosten der Krankenversicherung auf die Bundesebene und gegen das Anliegen der Initiative zur „drastischen und schrittweisen Einschränkung“ von Tierversuchen.[7][8]

### Mittwoch, 19. Februar 1992

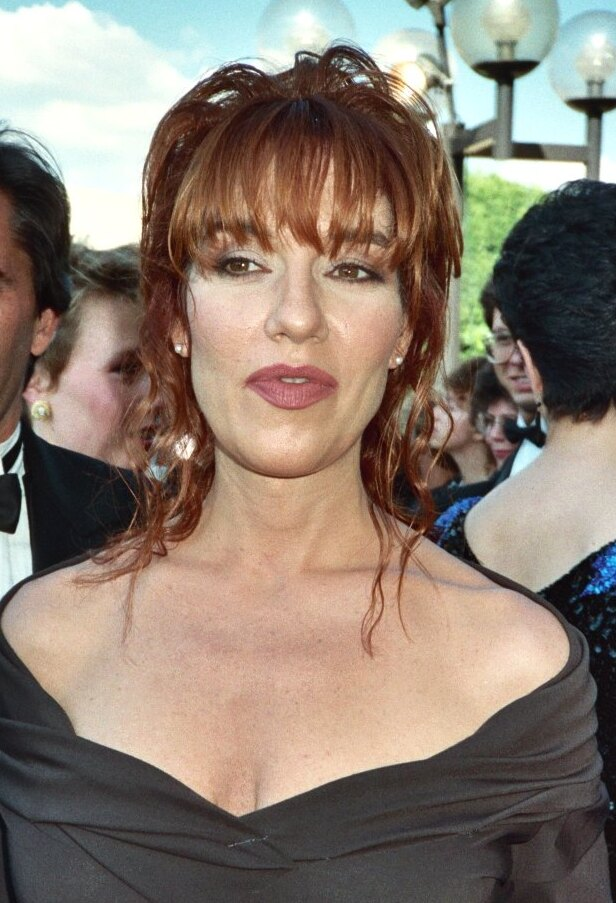
Katey Sagal (1989) spielt Peggy Bundy in Eine schrechlich nette Familie

- Köln/Deutschland: Der Rundfunkveranstalter RTL Plus strahlt ab heute die Sitcom-TV-Serie Eine schrecklich nette Familie über die amerikanische Mittelschichtfamilie Bundy als erster Sender im deutschsprachigen Raum aus.[9]

### Donnerstag, 20. Februar 1992
- Frankfurt am Main/Deutschland: Das Landgericht verurteilt den Box-Funktionär Eberhard Thust zu drei und das mit ihm liierte Model Nicole Meissner zu zwei Jahren Freiheitsentzug wegen Erpressung. Sie erhielten von Peter Graf, dem Vater der Tennisspielerin Stefanie Graf, 800.000 D-Mark, damit sie in der Öffentlichkeit nicht erzählen, dass Peter Graf der Vater von Meissners Tochter Tara Tanita sei. Dabei handelte es sich um eine Lüge.[10]

### Freitag, 21. Februar 1992

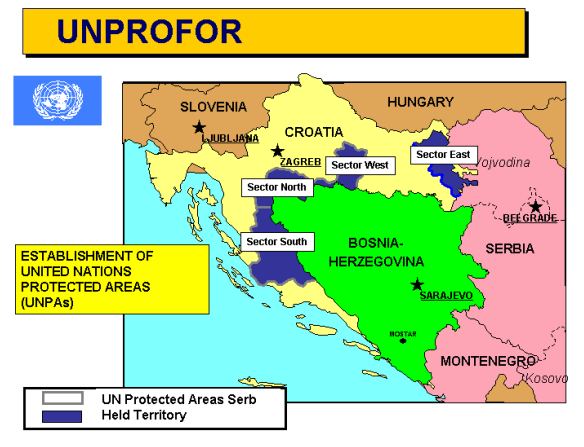
Blau: Sicherheitszonen in Kroatien

- New York/Vereinigte Staaten: Der Sicherheitsrat der Vereinten Nationen beschließt die Aufstellung der United Nations Protection Force (deutsch Schutztruppe der Vereinten Nationen, UNPROFOR), um demilitarisierte Zonen in Kroatien zu garantieren, das seit dem 15. Januar als souveräner Staat international anerkannt ist.[11]

### Sonntag, 23. Februar 1992
- Albertville/Frankreich: Die Olympischen Winterspiele sind beendet. Die erfolgreichste Nation ist mit 26 Medaillen Deutschland. 21 Medaillen gehen in die vierterfolgreichste Nation Österreich und drei in die Schweiz.[12]

### Montag, 24. Februar 1992
- Berlin/Deutschland: Die Jury der 42. Internationalen Filmfestspiele Berlin zeichnet den Film Grand Canyon – Im Herzen der Stadt des amerikanischen Regisseurs Lawrence Kasdan als besten Beitrag des Festivals mit dem Goldenen Bären aus.[13]

### Dienstag, 25. Februar 1992
- New York/Vereinigte Staaten: Bei den 34. Grammy Awards gewinnt in der Kategorie „Beste Popmusik-Darbietung einer Gruppe“ die amerikanische Rockband R.E.M. mit dem Song Losing My Religion.[14]
- Xocalı/Aserbaidschan: Die Kleinstadt im Konfliktgebiet Bergkarabach, das seit 1991 von der international kaum anerkannten Republik Bergkarabach kontrolliert wird, ist Ziel eines Massakers. Aserbaidschanische Quellen geben 613 Todesopfer an und bezichtigen die Streitkräfte Armeniens im Verbund mit einem Regiment der Streitkräfte Russlands der Urheberschaft. Nach armenischen Angaben sollte ein Flugplatz erobert werden, aus dessen Richtung es Beschuss auf die Stadt Stepanakert gab. Armenien gibt etwa 100 Todesopfer als Folge der Operation in Xocalı an.[15][16]

### Donnerstag, 27. Februar 1992
- Miami/Vereinigte Staaten: Die Sicherheitsbehörde Federal Bureau of Investigation ergreift den österreichischen Schriftsteller Johann „Jack“ Unterweger und dessen Begleiterin nach deren erfolgreicher Flucht aus Europa. Unterweger steht im Verdacht, in Österreich neun Prostituierte ermordet zu haben. Er soll an die dortigen Behörden ausgeliefert werden.[17]
- Prag/Tschechoslowakei: Präsident Václav Havel, Außenminister Jiří Dienstbier, der deutsche Bundeskanzler Helmut Kohl und der deutsche Bundesminister des Auswärtigen Hans-Dietrich Genscher unterzeichnen den Vertrag zwischen der BRD und der ČSFR über gute Nachbarschaft und freundschaftliche Zusammenarbeit. Problemfelder in den Beziehungen zwischen Deutschen und Tschechen sind das Münchner Abkommen von 1938, auf das 1939 die Zerschlagung der so genannten „Rest-Tschechei“ durch das Deutsche Reich folgte, und die Vertreibung von Deutschen aus der Tschechoslowakei nach 1945. Jede Art von Krieg, so der Vertragstext, soll in Zukunft „wirksam verhindert“ werden.[18]

### Samstag, 29. Februar 1992

Logo des Kabelkanals

- Kiew/Ukraine: Präsident Leonid Krawtschuk erlässt das Dekret zur Bildung der Staatlichen Weltraumagentur. Sie soll ein nationales Raumfahrtprogramm entwerfen. Die sowjetische Raumfahrt verfügte über bedeutende Forschungskapazitäten auf ukrainischem Gebiet, zu den Ergebnissen zählt die Entwicklung der Trägerrakete Zenit.[19]
- Unterföhring/Deutschland: Über das Breitbandnetz der Deutschen Bundespost startet die Programmausstrahlung des Fernsehsenders Der Kabelkanal. Der Spartensender zeigt hauptsächlich Spielfilme der 1950er bis 1980er Jahre.[20]

## Weblinks

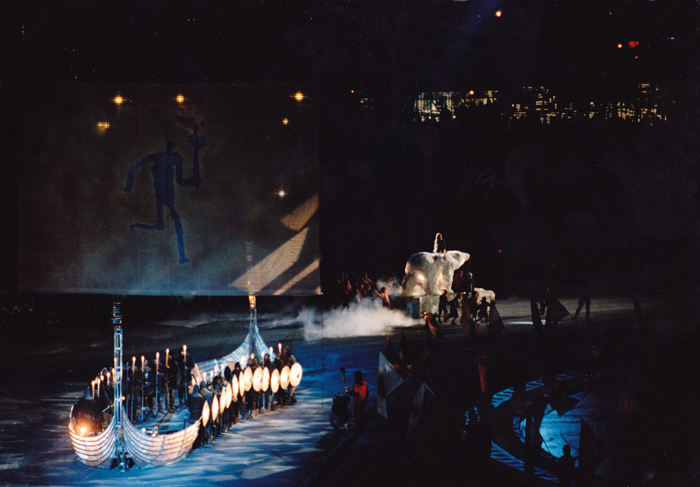
Frankreich im Februar 1992